# Pixie Mag
Pixie Mag est un magazine de bande dessinée publié par les Éditions de Tournon, destiné à un lectorat enfantin.

## Pixie Mag
1. Le Pouvoir des mots
2. Être une pixie, c'est pour toujours...
3. La Menace brisée
4. L'amour est la magie la plus grande
5. Une fleur pour Flora
6. Un cyclone pour ami
7. Mois qui passent, saisons qui restent
8. Le ménage du printemps
9. Titre inconnu
10. Titre inconnu
11. Un pique nique mouvementé
12. Titre inconnu
13. Une île très mystérieuse
14. Un nouvel ami